# Jørgen Gersing
Jørgen Gersing (* 2. Juli 1927 in Nykøbing Falster, Region Sjælland; † 8. Juni 1988) war ein dänischer Jurist, der zuletzt von 1982 bis zu seinem Tod Richter am Europäischen Gerichtshof für Menschenrechte (EGMR) war.

## Leben
Gersing begann nach dem Besuch des Marselisborg Gymnasium in Aarhus 1946 ein Studium der Rechtswissenschaften an der Universität Aarhus sowie an der Universität Uppsala während eines Auslandsstudienaufenthalts zwischen 1949 und 1950. Er schloss dieses Studium 1953 als Candidatus Juris (Cand. juris) ab. Im Anschluss war er zunächst Mitarbeiter bei einem Rechtsanwalt, der am Højesteret, dem Obersten Gericht Dänemarks, zugelassen war. 1954 wechselte er in den Staatsdienst und war mehrere Jahre als Sekretär im Justizministerium (Justitsministeriet) tätig und erhielt 1962 seine anwaltliche Zulassung.
Nachdem er zwischen 1964 und 1965 stellvertretender Staatsanwalt war, fungierte er 1965 kurzzeitig als kommissarischer Richter am Stadtgericht von Kopenhagen sowie am Berufungsgericht für Ost-Dänemark (Østre Landsret). Danach kehrte er in Justizministerium zurück, und war dort erst kommissarischer Abteilungsleiter sowie seit 1968 stellvertretender Ständiger Sekretär des Ministeriums. Als solcher war er gleichzeitig bis 1973 Mitglied des Europäischen Komitees für rechtliche Zusammenarbeit, einer Arbeitseinheit der Konferenz der Justizminister beim Europarat.
1973 erfolgte seine Ernennung zum Ständigen Sekretär im Amt von Ministerpräsident Anker Jørgensen, in welchem Amt er bis 1979 verblieb. Gleichzeitig war er von 1973 bis 1979 Sekretär des Staatsrates, der Regierung Dänemarks. Gleichzeitig war er zwischen 1973 und 1979 Mitglied und Vorsitzender verschiedener Regierungsausschüsse zur Beratung und Berichterstattung des Kabinetts.
1979 wurde er zum Richter am Højesteret berufen und war dort bis 1988 tätig. Zeitweise war auch Vorsitzender des Rates für Arbeitsschutz (Arbejdsmiljørådet) sowie des Rates für Versicherungen (Forsikringsnævnet).
Am 20. Januar 1983 wurde Gersing gleichzeitig schließlich als Nachfolger von Max Sørensen Richter am Europäischen Gerichtshof für Menschenrechte (EGMR) in Straßburg und gehörte diesem bis zu seinem Tod am 8. Juni 1988 an. Nachfolger wurde Isi Foighel, ein Politiker der Det Konservative Folkeparti, der vom 10. September 1982 bis zum 10. September 1987 Minister für Steuern und Abgaben war.